# 明德 (越南)
明德（Minh Đức，1527年六月—1529年）是大越国莫朝太祖莫登庸的年号，共计3年。

## 纪年
| 明德 | 元年    | 2年     | 3年     |
| 公历 | 1527年  | 1528年  | 1529年  |
| 干支 | 丁亥    | 戊子    | 己丑    |
| 明   | 嘉靖6年 | 嘉靖7年 | 嘉靖8年 |